# Rivière Connelly
Rivière Connelly är ett vattendrag i Kanada.   Det ligger i provinsen Québec, i den östra delen av landet, 500 km nordost om huvudstaden Ottawa. Rivière Connelly ligger vid sjön Lac Connelly.
I omgivningarna runt Rivière Connelly växer i huvudsak blandskog. Trakten runt Rivière Connelly är nära nog obefolkad, med mindre än två invånare per kvadratkilometer.